# Сін Хон Ґі
Сін Хон Ґі (кор. 신홍기, нар. 4 травня 1968) — південнокорейський футболіст, що грав на позиції захисника.
Виступав за клуби «Ульсан Хьонде» та «Сувон Самсунг Блювінгз», а також національну збірну Південної Кореї.

## Клубна кар'єра
Народився 4 травня 1968 року. Грав у футбол за університетську команду університету Ханьянг.
У професійному футболі дебютував 1991 року виступами за команду клубу «Ульсан Хьонде», в якій провів шість сезонів, взявши участь у 167 матчах чемпіонату. Більшість часу, проведеного у складі «Ульсан Хьонде», був основним гравцем захисту команди.
До складу клубу «Сувон Самсунг Блювінгз» приєднався 1998 року, а у 2001 завершив професійну кар'єру, встигнувши відіграти за сувонську команду 96 матчів у національному чемпіонаті.

## Виступи за збірну
1992 року дебютував в офіційних матчах у складі національної збірної Південної Кореї. Провів у формі головної команди країни 48 матчів, забивши 3 голи.
У складі збірної був учасником чемпіонату світу 1994 року у США, а також кубка Азії з футболу 1996 року в ОАЕ.

## Титули і досягнення
- Чемпіон Південної Кореї: 1996, 1998, 1999
- Володар Кубка південнокорейської ліги: 1995, 1999, 1999+, 2000, 2001
- Володар Суперкубка Південної Кореї: 1999, 2000
- Переможець Кубка чемпіонів АФК : 2000–01, 2001–02
- Володар Суперкубка Азії: 2001, 2002